# Nicolaas Adrianus Rupke

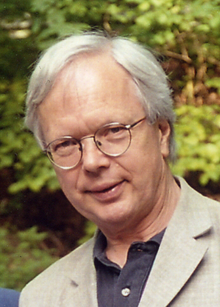
Nicolaas Adrianus Rupke

Nicolaas Adrianus Rupke (* 22. Januar 1944 in Rotterdam) ist ein niederländischer Wissenschaftshistoriker und Professor an der Washington and Lee University.

## Leben
Rupke studierte Biologie und Geologie an der Universität Groningen und Geologie und Wissenschaftsgeschichte in Princeton und am Wolfson College der Universität Oxford. Er begann seine akademische Laufbahn als Meeresgeologe. Als er 1977 ein Forschungsstelle für Wissenschaftsgeschichte am Wolfson College in Oxford erhielt, wechselte er in dieses Fachgebiet. Er hatte in der Folgezeit eine Reihe ähnlicher internationaler Forschungsstellen inne, bis er 1993 eine Professur für Medizin- und (seit 1997) Wissenschaftsgeschichte an der Universität Göttingen übernahm. 2009 wurde Rupke eine Niedersachsenprofessur für Wissenschaftsgeschichte verliehen. Seit Januar 2012 ist Rupke „Johnson Professor of History“ an der Washington and Lee University in Lexington, Virginia (USA).
Rupke ist Verfasser von Untersuchungen zur Geschichte der Biologie, der Geologie und zum Verhältnis von Naturwissenschaften und Religion im 19. und frühen 20. Jahrhundert. Ausgehend von seinem Interesse an einem biographischen Ansatz, rehabilitierte er mehrere Naturwissenschaftler dieser Periode, indem er ihre zeitgenössischen Bedeutung rekonstruierte, darunter vor allem Richard Owen, der schon vor dem Erscheinen von Charles Darwins The Origin of Species eine naturalistische, wenn auch nicht-darwinistische Theorie der Evolution entwickelte.
Danach forschte Rupke über Alexander von Humboldt und entwickelte den von ihm so bezeichneten metabiographischen Ansatz, indem er untersuchte, wie ein berühmtes Leben – in diesem Falle Humboldts – in multipler Weise erzählt und als Bestandteil unterschiedlicher Glaubenssysteme und Gedenkkulturen neu konstruiert werden kann.
Gegenwärtig arbeitet er über eine Reihe nicht-darwinistischer Evolutionsbiologen des 19. und 20. Jahrhunderts – über die strukturalistische Tradition in der Biologie – beginnend mit dem Göttinger Medizinprofessor Johann Friedrich Blumenbach.
Rupke ist Mitglied der deutschen Nationalen Akademie der Wissenschaften Leopoldina (seit 2001) und der Akademie der Wissenschaften zu Göttingen.

## Publikationen (Auswahl)
- mit Daniel J. Stanley: Distinctive Properties of Turbiditic and Hemipelagic Mud Layers. Smithsonian Institution Press, Washington, DC 1974.
- The Great Chain of History: William Buckland and the English School of Geology. Clarendon Press, Oxford 1983, ISBN 0-19-822907-0.
- als Hrsg.: Vivisection in Historical Perspective. Croom Helm, London 1987; Routledge, 1988, ISBN 0-415-05021-9.
- als Hrsg.: Science, Politics and the Public Good. Macmillan, London 1988, ISBN 0-333-44159-1.
- als Hrsg.: Medical Geography in Historical Perspective. Wellcome Trust Centre for the History of Medicine, London 2000, ISBN 0-85484-072-9.
- Richard Owen: Biology without Darwin (überarb. Ausg. von Richard Owen: Victorian Naturalist. Yale, New Haven / London 1994) University of Chicago Press, Chicago/London 2009, ISBN 978-0-226-73177-3.
- Alexander von Humboldt: A Metabiography (überarb. Ausg.). University of Chicago Press, Chicago/London 2008, ISBN 978-0-226-73149-0.
- als Hrsg.: Eminent Lives in Twentieth-Century Science and Religion. (überarb. und stark erweiterte Ausg.). Lang, Frankfurt am Main 2009, ISBN 978-3-631-58120-9.
- mit Norbert Elsner (Hrsg.): Albrecht von Haller im Göttingen der Aufklärung. Wallstein, Göttingen 2009, ISBN 978-3-8353-0573-1.